# Germantown (Wisconsin)
Germantown é uma vila localizada no estado norte-americano de Wisconsin, no Condado de Washington.

## Demografia
Segundo o censo norte-americano de 2000, a sua população era de 18.260 habitantes.
Em 2006, foi estimada uma população de 19.345, um aumento de 1085 (5.9%).

## Geografia
De acordo com o United States Census Bureau tem uma área de
89,3 km², dos quais 89,2 km² cobertos por terra e 0,1 km² cobertos por água.

## Localidades na vizinhança
O diagrama seguinte representa as localidades num raio de 16 km ao redor de Germantown.